# Südfrankreich

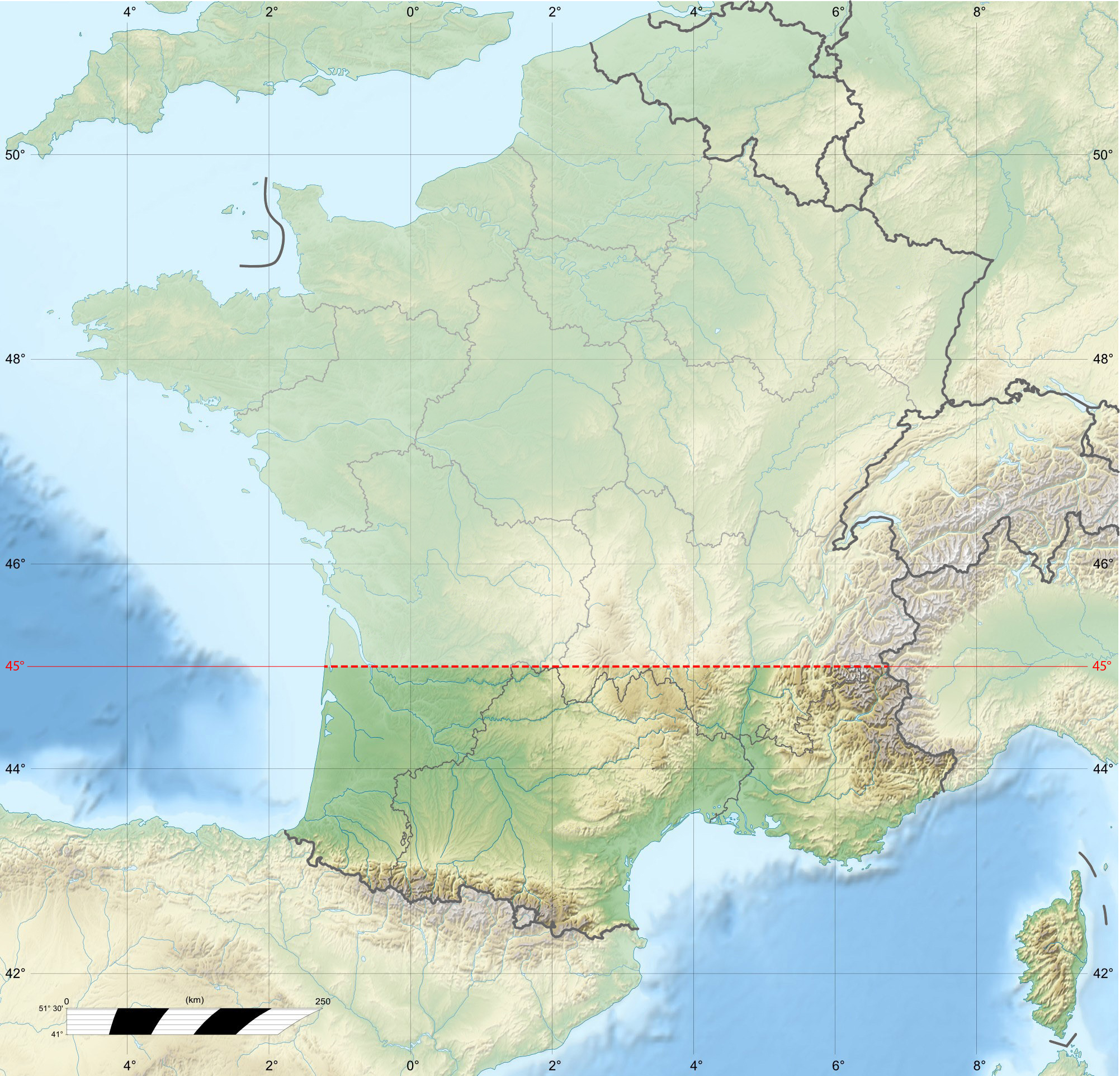
Karte Südfrankreichs mit dem 45. Breitengrad als Grenze

Südfrankreich (französisch le Midi de la France oder nur le Midi, okzitanisch Miègjorn) kann – je nach Definition – ungefähr die südliche Hälfte Frankreichs oder auch nur einen Teil davon umfassen. Im engeren Sinne ist jener Teil gemeint, der südlich des 45. Breitengrades liegt und sich kulturhistorisch weitgehend mit der Sprachregion Okzitanien deckt, die nicht mit der heutigen – kleineren – Verwaltungsregion Okzitanien zu verwechseln ist. Midi (Aussprache [mi'di], wörtlich Mittag) ist der französische Fach- und Allgemeinbegriff zur Bezeichnung des südlichen Landesteils und hat auch in die deutsche Fachsprache Einzug gehalten. Gelegentlich wird er in Sud-Ouest (Südwesten) und Sud-Est (Südosten), d. h. die Gegenden westlich und östlich der Rhone differenziert.

## Lage, Landschaft und geographische Differenzierung

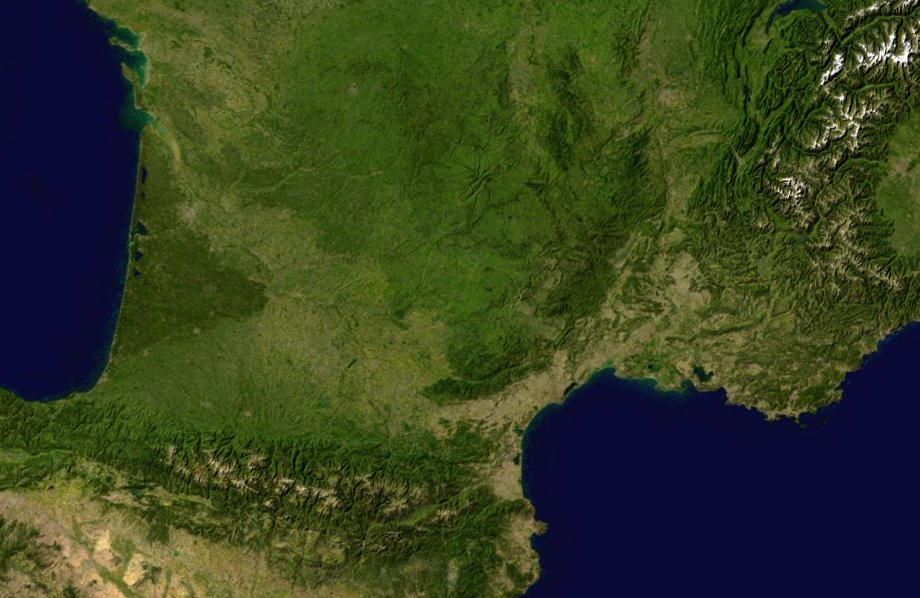
Kontinentaler Teil Südfrankreichs, Satellitenbild (NASA World Wind)

Südfrankreich im engeren Sinne umfasst die Verwaltungsregionen Provence-Alpes-Côte d’Azur, Okzitanien sowie die bis 2015 bestehende Region Aquitanien (heute zu Nouvelle-Aquitaine gehörend) und den Süden der ehemaligen Region Rhône-Alpes (heute zu Auvergne-Rhône-Alpes gehörend). Im weiteren Sinne können auch der Rest von Auvergne-Rhône-Alpes und der größte Teil des übrigen Nouvelle-Aquitaine (südlich der Poitou-Schwelle und La Rochelles) sowie die Insel Korsika dazugezählt werden.
Nach Spanien hin wird Südfrankreich durch die Pyrenäen abgegrenzt, nach Italien durch die südlichen Westalpen. Die Bucht der Biskaya und der Golfe du Lion bilden die Seegrenzen. Die Nordgrenze ist nicht klar definiert.
Oft wird der 45. Breitengrad als nördliche Grenze Südfrankreichs angegeben. Dieser verläuft nördlich von Bordeaux über das Quellgebiet der Loire im Zentralmassiv, die Stadt Valence an der Rhone zur Barre des Écrins in den französischen Alpen. Dementsprechend lautet ein französisches Sprichwort „C’est à Valence que le Midi commence“ („Bei Valence beginnt der Süden“). Allgemein wird angenommen, dass sich insbesondere ab Valence, das auch „porte du Midi“ („Tor des Südens“) genannt wird, der mediterrane Einfluss bemerkbar mache. Andererseits wird das nördlich gelegene La Rochelle als Tor zum Midi atlantique bezeichnet, und die Poitou-Schwelle (Seuil du Poitou), die das Pariser Becken vom Aquitanischen Becken trennt, gilt als Berührungspunkt des nord- und des südfranzösischen Kulturraums. Die Nordgrenze des Midi verliefe demnach entlang einer Linie von La Rochelle über Clermont-Ferrand und Lyon zum Genfer See. Diese trennte im Ancien Régime (d. h. bis zur Französischen Revolution) zwei verschiedene Rechtsordnungen: der des Römischen Rechts südlich davon (pays de droit écrit) und der des fränkisch beeinflussten Gewohnheitsrechts (pays de coutumes) im Norden.
Geographisch wird das Midi weiter ausdifferenziert:
- Midi atlantique – das atlantische Südfrankreich. Darunter verstehen sich die südfranzösische Atlantikküste, Teile der Charente und Charente-Maritime,[5] sowie das Limousin, die historischen Provinzen Perigord, Guyenne, Gascogne, Béarn sowie das französische Baskenland in den westlichen Pyrenäen[6]
- Midi méditerranéen – das mediterrane Südfrankreich‘. Darunter verstehen sich die zum französischen Mittelmeerraum zählenden Seealpen, die Provence mit der Côte d’Azur und die Provenzalischen Alpen dem unteren Rhonetal und dem Rhonedelta, Languedoc und Roussillon.

In diesem Sinne wird auch im Plural von Les Midis (français), d. h. verschiedene Teile Südfrankreichs, gesprochen, wenn man damit alle südlichen Landschaften Frankreichs meint.
Der östliche Teil Südfrankreichs ist vor allem vom mediterranen, der westliche Teil vom atlantischen Klima geprägt. In biogeographischer Hinsicht wird das mediterrane Frankreich der Ölbaumgrenze folgend vom Midi atlantique und dem restlichen Frankreich abgegrenzt. Unter Midi wird vor allem die Kleinkammerung Südfrankreichs in eine Vielzahl von submediterran-atlantischen und mediterranen Regionalklimata verstanden. Ein gemeinsames Bindeglied der klimatisch differenzierten Landschaft war bis zur Reblauskrise der Weinbau.
Sprach- und kulturgeographisch deckt sich das Midi im engeren Sinne weitgehend mit der Sprachregion Okzitanien, also dem Verbreitungsgebiet der okzitanischen Sprache (Langue d’oc), sowie den kleineren zu Frankreich gehörenden Sprachgebieten des Katalanischen und des Baskischen. Zur weiter gefassten sprachlichen Definition Südfrankreichs gehört auch der Sprachraum des Frankoprovenzalischen und des Saintongeais, die eine Übergangsform des Okzitanischen zu den Langues d’oïl, d. h. den Mundarten des Französischen bilden. Heute sind die genannten lokalen Sprachen vielerorts vom Französischen verdrängt, das jedoch meist mit einem örtlichen, vom Okzitanischen geprägten Akzent gesprochen wird.

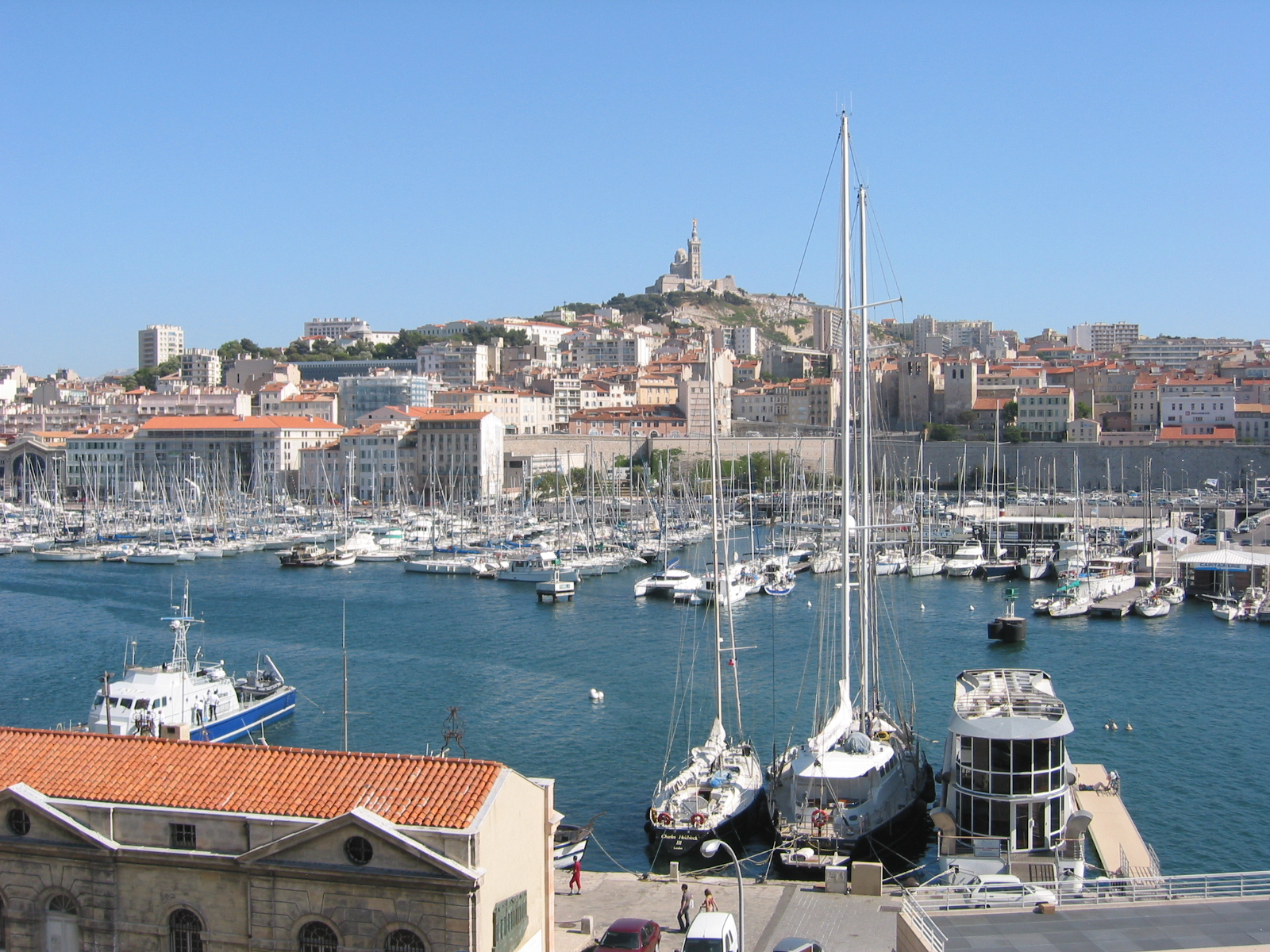
Alter Hafen Marseilles

Wichtige Städte und kulturelle oder wirtschaftliche Zentren im Midi sind die Handelsmetropole Marseille, die provenzalischen Städte Avignon, Aix-en-Provence und Toulon, Nizza und Cannes an der französischen Riviera, Nîmes, Montpellier, Toulouse (die ehemalige Hauptstadt der historischen Provinz Languedoc) und die historische Festungsstadt Carcassonne im Languedoc, Perpignan im Roussillon (Katalonien), Bordeaux in Aquitanien sowie Bayonne im Baskenland – in einer großzügigeren Abgrenzung auch Angoulême und Limoges.

## Das Midi in Geschichte, Sprachwissenschaft und Kultur

### Urgeschichte
Unter prähistorischen Gesichtspunkten ist das Gebiet in verschiedene Regionen unterteilt, die zum Teil ganz eigene Formen von megalithischen Zeugnissen hinterließen (Dolmen des Fados). Die meisten dürften der Chassey-Lagozza-Cortaillod-Kultur zugehören. Es gibt zwei Regionen mit Statuenmenhiren (Languedoc, Rouergates) und acht Dolmengebiete (Aquitanien, Ardèche, Grands Causses, Languedoc, Minervois, Pays Basque, Quercy und Roussillon). Auch einige Menhire und die Cromlechs (z. B. Lacam de Peyrarines) sind von beachtlicher Größe.
Von den 3156 erhaltenen Megalithanlagen Frankreichs liegen weit mehr als die Hälfte im Midi. Eine besonders hohe Konzentration solcher Anlagen gibt es in den Départements Hérault (390), Aveyron (355), Lot (273), Ardèche (230), Gard (156), Pyrénées-Orientales (96), Lozère (82), Pyrénées-Atlantiques (53), Var (46) und Aude (42).

### Antike
Teile der französischen Mittelmeerküste wurden in der Antike griechisch kolonisiert. Die Städte Nizza (Nikaia), Antibes (Antipolis), Marseille (Massalia) und Agde (Agathe) waren ursprünglich griechische Gründungen des 7. und 6. Jahrhunderts v. Chr. Die mittelmeernahen Gebiete Südfrankreichs gerieten in der 2. Hälfte des 2. Jahrhunderts v. Chr. unter römische Herrschaft und bildeten die Provinz Gallia Narbonensis, das übrige Gallien wurde dagegen erst um 50 v. Chr. im Gallischen Krieg unter Gaius Julius Cäsar von Rom erobert. Daher war der Süden deutlich stärker von der römischen Kultur und Sprache durchdrungen als der Norden, wo sich länger das keltische Element halten konnte. Der atlantische Süden wurde als Provinz Gallia Aquitania organisiert.
Die römische Prägung hielt sich auch nach der Völkerwanderung, als verschiedene germanische Gruppen durch Gallien zogen und sich zum Teil auch niederließen. Der größte Teil Südfrankreichs gehörte im 5. und 6. Jahrhundert zum Westgotenreich, nach seiner Hauptstadt Tolosa (das heutige Toulouse) auch Tolosanisches Reich genannt. Das Rhônetal und die heutigen französischen Alpen gehörten an der Wende vom 5. zum 6. Jahrhundert zum Reich der Burgunden. Das später als Provence bekannte Gebiet gehörte ab 493 zum Ostgotenreich, das aus dem Rumpf des Weströmischen Reichs hervorging und in dem die römischen Verwaltungsstrukturen im Wesentlichen fortbestanden. In der Schlacht von Vouillé 507 schlugen die Franken die Westgoten entscheidend und weite Teile Südfrankreichs (vor allem Aquitanien) kamen zum Fränkischen Reich. 534 eroberten die Franken auch das Burgundenreich, das zum fränkischen Teilreich Burgund wurde. Als das Ostgotenreich zerfiel, kam 536 auch die Provence zum Frankenreich. Lediglich Septimanien (was sich ungefähr mit dem späteren Languedoc und Roussillon deckt) verblieb beim Westgotenreich, dessen Zentrum nun im spanischen Toledo lag, bis dieses 725 von Arabern und Berbern („Mauren“) erobert wurde. Diese wurden aber 752 zurück hinter die Pyrenäen gedrängt, sodass auch dieses Gebiet Teil des Frankenreichs wurde.

### Mittelalter
Während im Frühmittelalter unter fränkischer Herrschaft die römischen Civitates im Nordosten durch eine fränkische Gauverfassung abgelöst wurden (Pagus-Zone), hielt sich im Süden im Wesentlichen die politische und gesellschaftliche Struktur der Civitates. An die Stelle der römischen Statthalter traten nun oftmals die christlichen Bischöfe. Nach dem Vertrag von Verdun (843) kam der Westen des heutigen Südfrankreichs zum Westfrankenreich, der Osten zum „Mittelreich“ (Lotharingien) und später zum Königreich (Nieder-)Burgund.
Die vorherrschende Sprache im Südfrankreich des Mittelalters war das aus dem örtlichen Vulgärlatein hervorgegangene (Alt-)Okzitanisch (ungenau auch Altprovenzalisch genannt). Der Name dieser Sprache, langue d’oc, leitete sich von dem Wort òc (von lateinisch hoc) für „ja“ ab, während man in den nord- und zentralfranzösischen Dialekten oïl und später oui für „ja“ sagte und diese Sprachform (also die mittelalterlichen Formen des heutigen français) entsprechend als langue d’oïl bezeichnet wurde. Die langue d’oc war als höfische Kultursprache bis nach Nordspanien und -italien hinein verbreitet und spielte eine wichtige Rolle in der mittelalterlichen Trobadordichtung.

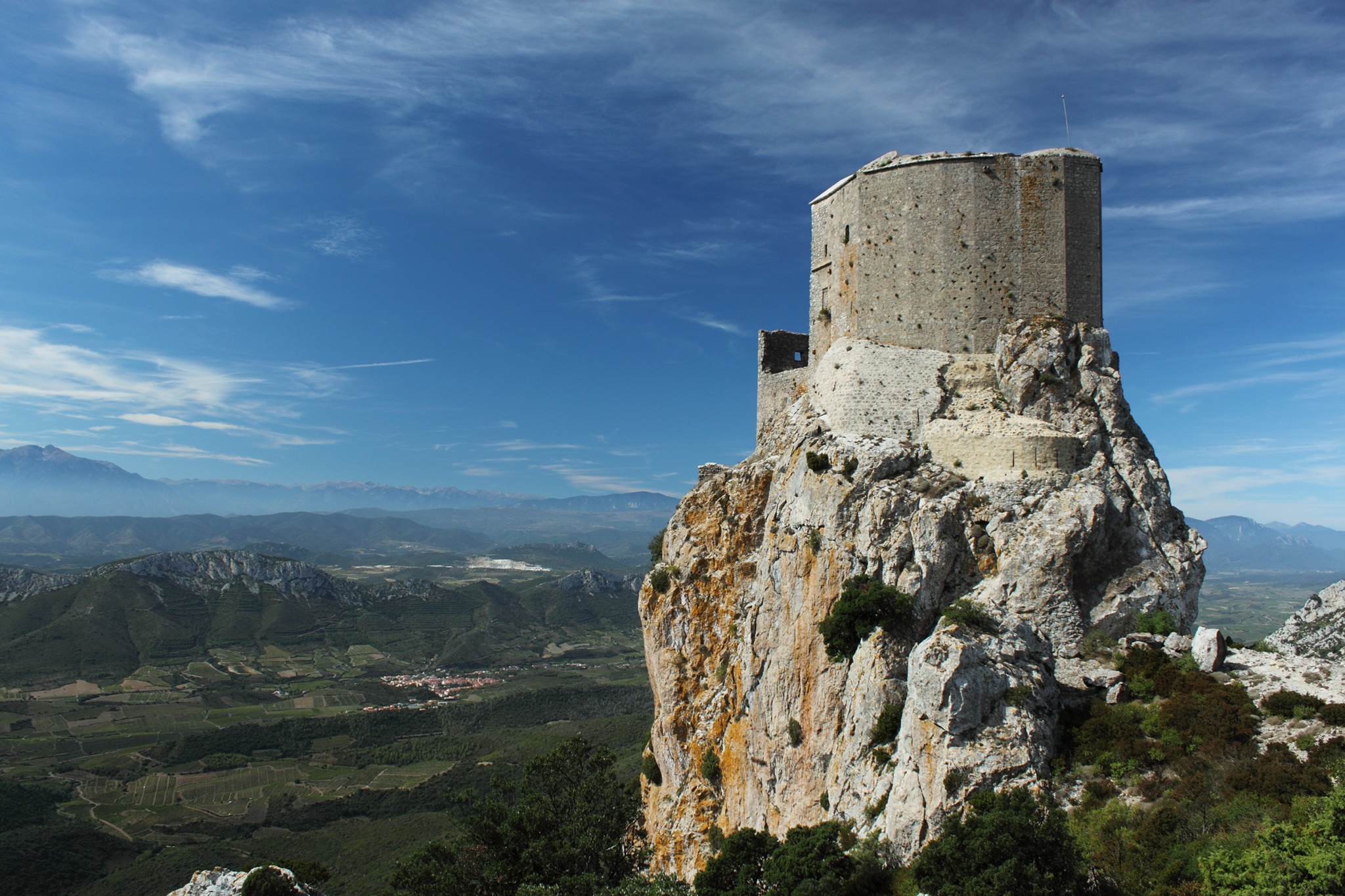
Château de Quéribus, Ruine einer der Katharerburgen

Im 12. bis 14. Jahrhundert hatte in Okzitanien die religiöse Bewegung der Katharer (nach der Stadt Albi im Languedoc auch „Albigenser“ genannt) großen Einfluss. Sie wurden auf Betreiben des französischen Königs, der die Krondomäne nach Süden ausdehnen wollte, und der katholischen Kirche durch den Albigenserkreuzzug, weitere Feldzüge sowie die Inquisition niedergeworfen. Aus dieser Zeit stammen zahlreiche stark befestigte Höhenburgen, die Katharerburgen.
Wichtige Herrschaften auf dem Gebiet Südfrankreichs im hohen Mittelalter waren die Grafschaft Toulouse mitsamt dem Herzogtum Narbonne, die 1271 Krondomäne wurden, sich also von da an im unmittelbaren Besitz der französischen Könige befanden und die Provinz Languedoc bildeten; sowie das Herzogtum Aquitanien, das dem Haus Anjou-Plantagenêt gehörte und damit wie die gesamte Westhälfte Frankreichs sowie England zeitweilig das Angevinischen Reich bildete. Nach der Niederlage der Plantagenets im Französisch-Englischen Krieg zu Beginn des 13. Jahrhunderts zerfiel das Herzogtum Aquitanien in die Guyenne und die Gascogne, die 1453 an die Krondomäne fielen. Die Dauphiné (eigentlich das Delphinat von Vienne) und die Grafschaft Provence gehörten als Bestandteile des Königreichs Burgund/Arelat formal zum Heiligen Römischen Reich, die Dauphiné wurde 1349 aber dem Königreich Frankreich einverleibt, während die Provence im Besitz des Hauses Valois-Anjou unter französischen Einfluss geriet, bevor die französische Krone sie 1481 auch formell in Besitz nahm. Die Grafschaft Foix samt Vizegrafschaft Béarn wahrten noch bis zum Ende des 16. Jahrhunderts eine gewisse Unabhängigkeit gegenüber den französischen Königen.
Eine Sonderrolle nahm das Comtat Venaissin rund um Avignon ein, das von 1229 bis zur Französischen Revolution unter der politischen Oberhoheit der Päpste stand, die hier von 1309 bis 1377 auch residierten (Avignonesisches Papsttum). Noch später zu Frankreich kamen nur das Herzogtum Savoyen mit der Grafschaft Nizza, die noch bis 1860 zu Sardinien-Piemont gehörten, bevor sie nach dem Vertrag von Turin in Volksabstimmungen für den Anschluss an Frankreich optierten.

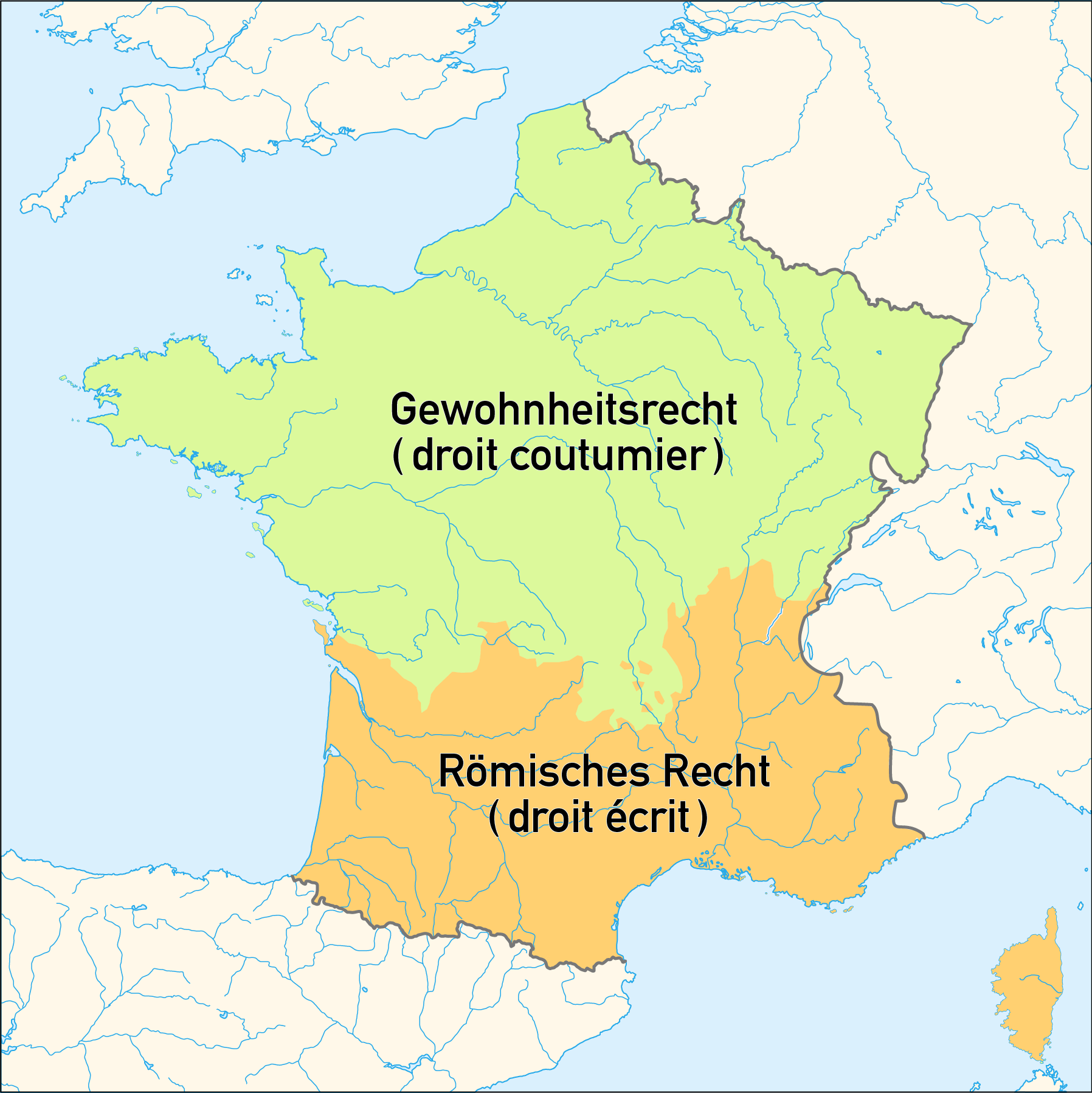
Rechtskreise im Frankreich des Ancien Régime

Bis zur Französischen Revolution galt im Süden eine andere Rechtsordnung als im Norden. Im südlichen Pays du droit écrit („Land des geschriebenen Rechts“) galt Römisches Recht; im nördlichen Pays des coutumes oder Pays du droit coutumier („Land des Gewohnheitsrechts“) fanden dagegen verschiedene lokale germanisch-fränkisch beeinflusste Gewohnheitsrechte Anwendung. Erst durch den Code civil von 1804 wurde eine landesweite Rechtseinheit hergestellt. An seiner Ausarbeitung beteiligten sich gleichermaßen nord- und südfranzösische Juristen, um beide Rechtstraditionen einfließen zu lassen.

### Zeitgeschichte

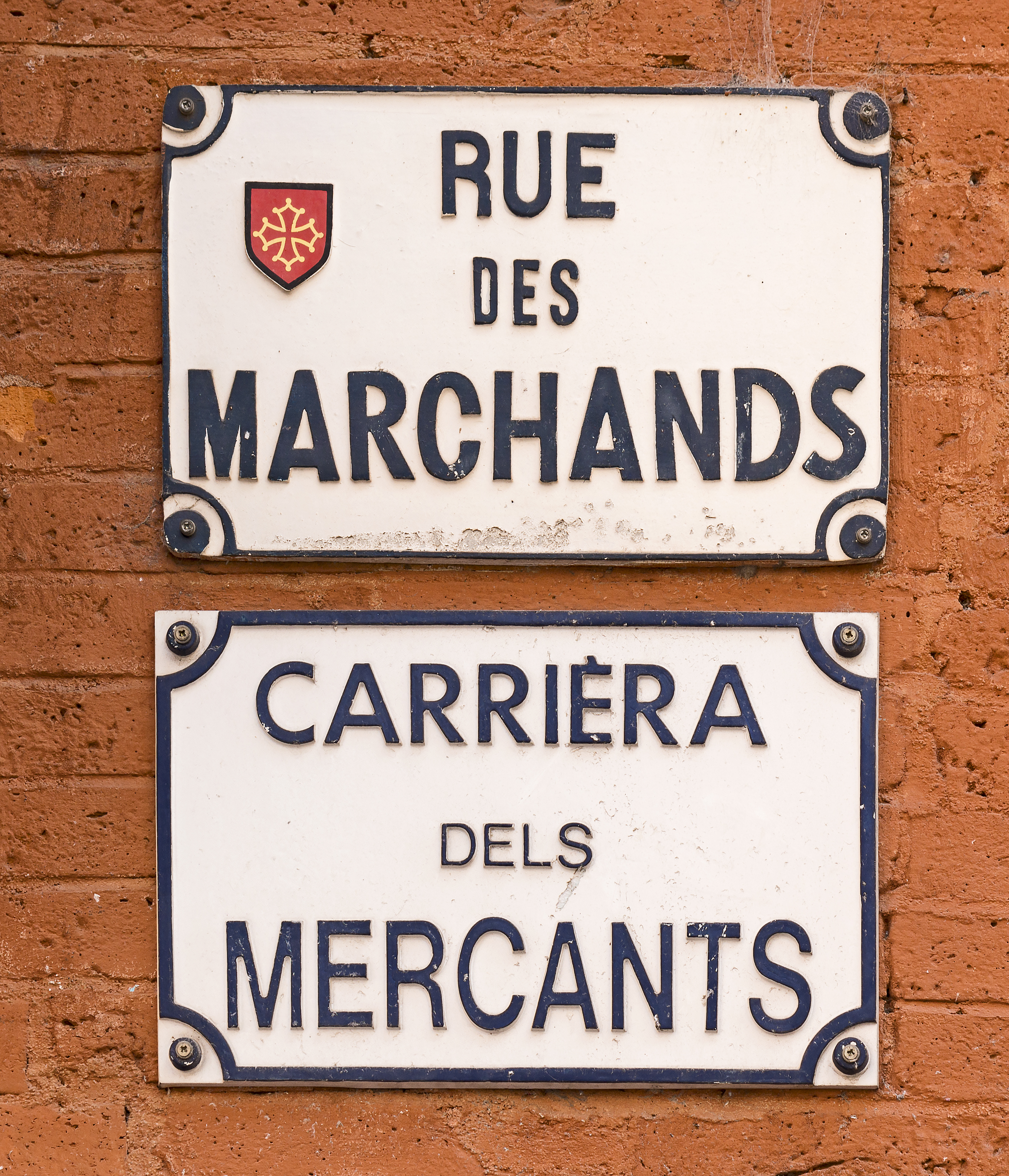
Zweisprachige (französisch/okzitanisch) Straßenschilder in Toulouse

Infolge der Zentralisierung Frankreichs und insbesondere der Einführung der allgemeinen Schulpflicht mit Standardfranzösisch als einziger Unterrichtssprache verlor das Okzitanische wie andere Regionalsprachen an Bedeutung. Es wurde zunächst im Rahmen einer Diglossie (Zweisprachigkeit) auf die „niedere“ Position (d. h. familiärer und informeller Sprachgebrauch) reduziert, während das Standardfranzösische den „hohen“ Part übernahm (offizielle, öffentliche und schriftliche Kommunikation). Heutzutage verwenden aber die meisten Südfranzosen selbst in der Umgangssprache Standardfranzösisch, teils mit einem charakteristischen Akzent, der als „singend“ beschrieben wird, oder eine Mischform zwischen Okzitanisch und Standardfranzösisch, die francitan (aus français und occitan) genannt wird. Nur eine Minderheit beherrscht noch aktiv Okzitanisch, Katalanisch oder Arpitan. In den letzten Jahren wurde stellenweise eine Wiederbelebung der Regionalsprachen betrieben und in verschiedenen südfranzösischen Städten beispielsweise zweisprachige Schilder angebracht.
Die aus der Reblauskrise des Massenweinbaus vor dem Ersten Weltkrieg resultierenden Unruhen in Südfrankreich führten auch zur Bezeichnung Midi rouge, sinngemäß ‚roter Süden‘. In Frankreich sind diese Unruhen, die 1907 kulminierten, auch unter dem Stichwort révolte des vignerons („Aufstand der Winzer“) bekannt. Jean Jaurès war einer der Führer dieser Winzerrevolte. Tatsächlich waren einige Bereiche Südfrankreichs lange Zeit verlässliche Wählerreservoire der französischen Linken, u. a. der kommunistischen Partei PCF, z. B. das Limousin. In den Jahren des Wirtschaftsaufschwungs nach dem Zweiten Weltkrieg verwandelten sich viele eher ländliche, vor allem durch Weinbau geprägte Gegenden durch einen Strukturwandel hin zum produzierenden Gewerben oder zu Dienstleistungen, etwa dem Tourismus entlang der Mittelmeerküste. Außerdem siedelte sich die Mehrheit der Algerienfranzosen (Pieds-noirs), die das Land nach der Unabhängigkeit 1962 verließen, hier an.
Die Boule-Varianten Jeu Provençal und Pétanque sind in Südfrankreich entstanden und finden hier besondere Verbreitung. Auch der Anisschnaps Pastis wurde in der Provence entwickelt und wird mit dem französischen Süden assoziiert.

## Midials Begriff in der Kultur
Weil das Midi oft mit einem angenehmen Klima, südlicher Lebensweise und Gastronomie sowie Urlaubsstimmung assoziiert wird, tragen in vielen Ländern französische Restaurants diesen Namen.
Auch einige französische Presseerzeugnisse beziehen sich in ihrem Namen auf das Midi, zum Beispiel Midi Libre (wörtlich: Freier Süden, aus Montpellier) und La Dépêche du Midi (wörtlich: Eilpost aus dem Süden, aus Toulouse), die zu den größten Zeitungen der Region gehören.
Im Südosten Frankreichs ist dagegen die Bezugnahme auf die Provence (bzw. auf die Insel Korsika) verbreitet.